# Pietro Paolo Vasta

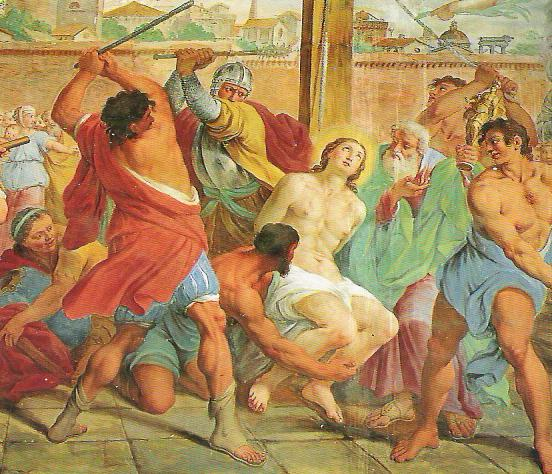
Das Martyrium des Hl. Sebastian von Pietro Paolo Vasta (Basilica San Sebastiano, Acireale, Sizilien)

Pietro Paolo Vasta (* 31. Juli 1697 in Acireale; † 28. November 1760 ebenda) war ein italienischer Maler. Er wird als einer der größten Künstler der Schule des späten sizilianischen Barocks im Val di Noto bezeichnet.

## Leben
Er begann als Schüler von Giacinto Platania (1647–1720) in Acireale, ging dann zu den Maratta-Schülern Paolo und Antonio Filocamo nach Messina. Anschließend ging er nach Rom zu Luigi Garzo. Nach der Geburt seines ersten Sohnes Alessandro Vasta (1724–1793), der später selbst Künstler wurde, heiratete er 1726 Isabella Adami. Mit ihr hatte er sieben Kinder. 1731 kehrte er in seine Geburtsstadt Acireale zurück, wo er zur Zeit des Wiederaufbaus nach dem Erdbeben im Val di Noto von 1693 zu einem der gefragtesten Maler seiner Zeit wurde.
Seine Werke befinden sich hauptsächlich in den Kirchen von Acireale und Umgebung.